# うつぼづけ
空穂づけ（うつぼづけ）とは、相撲の決まり手の一つである。

## 概要
下手から相手の体を腰に乗せて打つ腰投げが大きく決まり、相手の両足が自分の腰から背中に逆立ちになった場合、下手投げや腰投げ（大腰）と区別してこう呼ぶ。ただし、日本相撲協会が定めている決まり手82手（非技を含めると87手）には数えられていない。
矢を入れる道具を空穂といい、技が決まった姿が背中に空穂をつけた格好に見えることからこの名がある。豪快な技だが、最近はあまり見ることがない。
1971年1月場所13日目の三段目の取組で西三段目79枚目の重乃湖が西序二段46枚目の玉泉をこの技で破った。